# Araneus bigibbosus
Araneus bigibbosus là một loài nhện trong họ Araneidae.
Loài này thuộc chi Araneus. Araneus bigibbosus được Octavius Pickard-Cambridge miêu tả năm 1885.